# Зеленогорское городское поселение
Зеленого́рское городское поселение — упразднённое муниципальное образование в Крапивинском районе Кемеровской области России. Административный центр — посёлок городского типа Зеленогорский.

## История
Зеленогорское городское поселение образовано 17 декабря 2004 года в соответствии с Законом Кемеровской области № 104-ОЗ. 
До основания поселка Зеленогорского на берегу реки Большая Кедровка на месте дачного поселка Бартеновка находилась ныне упразднённая деревня Бартеневка, сейчас это место находится на территории Зеленогорского городского поселения в низине перед въездом в поселок Зеленогорский. Деревни Бартеневка не существует с 1967 года после передачи в Крапивинский поселковый совет, но официально деревня исключена из списка населенных пунктов Крапивинского района только 17.09.2005. 

## Население
| 2009  | 2010  | 2011  | 2012  | 2013  | 2014  | 2015  |
| ----- | ----- | ----- | ----- | ----- | ----- | ----- |
| 5048  | ↗5175 | ↗5179 | ↘5074 | ↘5031 | ↘5007 | ↘4933 |
| 2016  | 2017  | 2018  | 2019  |       |       |       |
| ↘4930 | ↘4927 | ↘4869 | ↘4736 |       |       |       |

## Состав
| № | Населённый пункт | Тип населённого пункта      | Население |
| - | ---------------- | --------------------------- | --------- |
| 1 | Зеленогорский    | пгт, административный центр | ↘4612     |